# Tordouet
Tordouet (Ausspracheⓘ) ist eine ehemalige französische Gemeinde mit 272 Einwohnern (Stand: 1. Januar 2013), den Tordouetdictins, im Département Calvados in der Region Normandie.
Am 1. Januar 2016 wurde Tordouet im Zuge einer Gebietsreform zusammen mit vier benachbarten Gemeinden als Ortsteil in die neue Gemeinde Valorbiquet eingegliedert.

## Geografie
Tordouet liegt im Pays d’Auge. Rund 14 Kilometer nordnordwestlich des Ortes befindet sich Lisieux. Das ostnordöstlich gelegene Bernay ist gut 22 Kilometer entfernt. Die Orbiquet verläuft nordöstlich von Tordouet.

## Bevölkerungsentwicklung
| Jahr                             | 1793  | 1836  | 1876 | 1926 | 1946 | 1975 | 1990 | 2013 |
| Einwohner                        | 1.275 | 1.091 | 676  | 301  | 298  | 273  | 256  | 272  |
| Quelle: Cassini, EHESS und INSEE |       |       |      |      |      |      |      |      |

## Sehenswürdigkeiten
- Kirche Saint-Michel aus dem 11./12. Jahrhundert, deren Glockenturm seit 1909 als Monument historique klassifiziert ist[3]
- Herrenhaus, seit 1927 Monument historique[4]
- Lavoir